# اوست-یرمیلیخا
اوست-یرمیلیخا (به لاتین: Ust-Yermilikha) یک منطقهٔ مسکونی در روسیه است که در سرزمین آلتای واقع شده‌است.